# 의원 단체
의원 단체(議員 團體)는 국회를 이루는 국회의원들이 원내에서 특정한 주제와 목표를 두고 결성하는 단체를 말한다. 의원 모임, 의원연맹(議員聯盟)이라고도 부른다. 주로 정당에 관계없이 모든 소속의 의원들이 참여하는 단체가 많다.
기본적으로 한 국가의 국회의원들이 모이는 단체이지만, 국경을 넘어 다른 국가의 의회와 우호를 도모하기 위한 친선 의원단체도 존재하는데 대표적으로 대한민국과 일본 간의 친선 의원단체인 한일의원연맹이 있다. 또한 여러 국가의 의원들의 친목을 위해 설립된 '국제 의회 연맹'도 존재한다.

## 국가별 양상

### 대한민국
대한민국 국회에는 '국회의원연구단체'라는 이름으로 존재한다. 특정 주제에 관해 연구 활동을 할 수 있도록 지원하는 제도로, 2개 이상의 교섭단체 소속의원 10인 이상으로 구성된다. 서로 다른 교섭단체 혹은 비교섭단체 소속 의원이 2인 이상 포함되어야 하는 초당적 의원단체이다. 연구단체의 주요 활동으로는 정책 연구활동, 법안 제·개정안 마련이 주를 이루며, 세미나, 공청회 개최나 자료수집 및 정책연구보고서 발간 등도 진행한다.
1994년 제14대 국회 중반에 신설되었으며, 2016년 7월 제20대 국회의 연구단체 58개가 등록되어 지금에 이르고 있다.

### 일본
일본 의회에서는 '의원연맹'(일본어: 議員連盟, ぎいんれんめい 긴렌메이[*])이라 칭한다. 의원연맹은 정책과 관련된 정치 과제에 대응하기 위한 단체로, 특정 업계와의 연대 추진을 위한 단체와 단순히 같은 취미를 공유하는 애호가를 위한 단체도 존재하는 등 비교적 다양한 목적으로 결성된다. 한 정당의 의원들만 참가할 수 있는 의원연맹 (주로 정책 추진을 위한 의원연맹)이 있는가 하면, 여러 정당의 의원이 참여하는 초당적 의원연맹 (주로 취미 공유를 위한 의원연맹)도 있는 등 그 형태도 다양하다.

### 영국
영국 의회에서는 '초당적 의원단체' (all-party parliamentary group, APPG)라 부른다. 하원과 상원의 양원제를 실시하는 영국 의회에서는 초당적 의원단체에 어느 한쪽 의회의 의원들만 있는 것이 아니며, 양원의 의원들이 모두 소속되어 있다. 주로 특정 국가 (예:짐바브웨 초당의원단체)나 의원들의 관심사를 반영한 특정 주제 (예:유방암 초당의원단체)에 관한 의원단체가 많다. 또한 주요정당을 기반으로 결성되나 초당적 단체이니만큼 어느 한 정당에 치중되는 것은 피하고자 한다. 다만 집권당이 우선순위로 다루는 주제에 필연적으로 초점을 맞추는 경향이 있으며, 그에 관한 새로운 정책을 개발하거나 모임때마다 정부내각인사를 초청하기도 한다. 초당적 의원단체는 원내에서는 공식적인 지위를 얻지는 못하지만, 의원들과 관련 정당들을 끌어모을 수 있는 효율적인 수단 중 하나이다.
2017년 5월 등록자료에 따르면 영국 의회의 의원단체는 총 630여개 이상에 달한다.

### 미국
미국 의회에서는 '이익단체' (caucus)라는 이름으로 존재한다.

## 같이 보기
- 교섭단체